# Тауський сільський округ
Та́уський сільський округ (каз. Тау ауылдық округі, рос. Тауский сельский округ) — адміністративна одиниця у складі Жанібецького району Західноказахстанської області Казахстану. Адміністративний центр — село Тау.
Населення — 1006 осіб (2021; 1398 у 2009, 1557 у 1999, 1660 у 1989).
Станом на 1989 рік існувала Кайратська сільська рада (села Більшовик, Калініно, Тау).

## Склад
До складу округу входять такі населені пункти:
| Населений пункт              | Старі назви                                 | Населення, осіб (1989) | Населення, осіб (1999) | Населення, осіб (2009) | Населення, осіб (2021) |
| ---------------------------- | ------------------------------------------- | ---------------------- | ---------------------- | ---------------------- | ---------------------- |
| Жигер, село                  | Більшовик                                   | 241                    | 146                    | 65                     | 18                     |
| імені Імангалі Жумаєва, село | Калініно, Жумаєва, імені Імангалі Жуматаєва | 265                    | 190                    | 117                    | 87                     |
| Тау, село                    | Кайрат                                      | 1154                   | 1221                   | 1216                   | 901                    |